# Marburské náboženské rozhovory

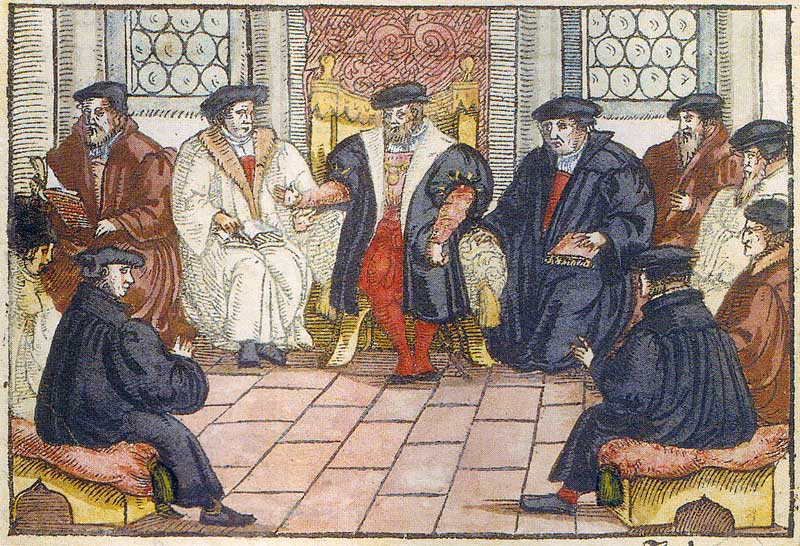
Marburské náboženské rozhovory (dřevořezba, anonym, 1557)

Marburské náboženské rozhovory se konaly ve dnech 1. října až 3. října 1529 v německém Marburgu (Hesensko) na pozvání kurfiřta Filipa Hesenského. Jejich cílem bylo dosažení jednoty protestantských hnutí kvůli posílení jejich politické pozice.
Hlavní pozornost byla zaměřena na rozhovor zástupců německé reformace Luthera a Melanchthona se švýcarským reformátorem Zwinglim. Jejich rozhovor ztroskotal na rozdílném výkladu Svaté večeře: zatímco Luther zastával stanovisko tělesné přítomnosti Kristova ve svátosti, Zwingli viděl ve Svaté večeři pouze symbolický akt.
Výsledkem rozhovorů bylo 15 článků, které ukazují těsnou blízkost německé a švýcarské reformace.